# Зубрилинский
Зубри́линский — хутор в Чертковском районе Ростовской области.
Входит в состав Зубрилинского сельского поселения.

## Население
| 2010 |
| ---- |
| 77   |

## Улицы
На хуторе имеется одна улица — Мира.